# 东北三宝
东北三宝，是指歷史上中国东北地区的三种名貴土特产：人参、貂皮与烏拉草（或鹿茸）。

## 相关趣闻
在中国传说中，人参是一种由精靈化成、具有高度靈氣、可在地底潛行的植物，挖掘之时要小心翼翼的围捕，防止它跑掉。人参每次出土，相隔数十年。人参总在地下隐居百年以上，需要在林间、岩下、腐土、低温、背阴向阳、倚水又排水良好，每日阳光三至五小时等条件下，才有珍贵的结果。东北土话“七两为参，八两为宝”，表示大的优质的人参来之不易。